# Імператор Анкан
Імператор Анка́н (яп. 安閑天皇, あんかんてんのう, анкан тенно; 466 — 25 січня 536) — 27-й Імператор Японії, синтоїстське божество. Роки правління: 10 березня 531 — 25 січня 536.
Старший син імператора Кейтая та старшої наложниці (першої молодшої дружини) Меноко-хіме з клану Вопарі (його представники виводили свій рід від імператора Дзімму). Замолоду звався Магарі но Ое. 
531 року після смерті батька за підтримки впливового о-мурадзі Отомо но Канамури зумів зайняти трон, незважаючи на спроби зведеного брата Амекуніоші-харакі-хіроніви висунути свої права як сина від законної імператриці. Але остаточно закріпитися на трон зміг лише у 534 році.
534 року переніс резиденцію до палацу Канапасі території Магарі куні Ямато. Тому його палацове ім'я, тобто дане за місцезнаходженням палацу було Магарі-но Канапасі Опое, тобто «принц - старший брат з палацу Канапасі біля Магарі (в області Ямато)». Для зміцнення свого становище оженвися на Касугі-но Ямада, доньці імператора Нінкена.  Потім взяв ще 3 наложниці, одна з яких Яка-хіме народила 2 синів (втім ймовірно вони померли малими). 
Найвизначнішою подією, зафіксованою під час його правління, було будівництво великої кількості державних зерносховищ по всій країні, що свідчить про зміцнення імперської влади того часу.
Раптово помер 536 року. За підтримки Отомо но Канамури трон перейшов до молодшого брата померлого — принца Хінокуми-но Такати, що став відомий як імператор Сенка. Поховання Анкана традиційно асоціюється з кофуном Такаяцукіяма в Хабікіно.